# Средно образование в Германия
В Германия след завършване на основно образование (началния курс и 4-годишния среден, прогимназиален курс, Volksschulzeit) учениците имат възможност след преминаването на изпити да продължат образованието си в средно училище (горния курс на средното образование).
Гимназиите са най-добрите средни училища, които предоставят най-добра възможност за следване в университет. В тях може все още да се усети силно влияние на класическото образование. Едно от типичните проявления на това влияние са използваните до неотдавна латински имена на класовете:
- Sexta – пети клас
- Quinta – шести клас
- Quarta – седми клас
- Tertia – осми клас
- Untersekunda – девети клас
- Obersekunda – десети клас
- Unterprima – единадесети клас
- Oberprima – дванадесети клас